# Aba Sud
Aba Sud (en Yoruba Agbègbè Ìjọba Ìbílẹ̀ Gúúsù Aba), est une zone de gouvernement local dans l'État d'Abia au Nigeria,.

## Source
- (en) Cet article est partiellement ou en totalité issu de l’article de Wikipédia en anglais intitulé « Aba South » (voir la liste des auteurs).